# Dekanat praski
Dekanat praski – dekanat diecezji warszawsko-praskiej wchodzącej w skład metropolii warszawskiej. 
Dziekanem dekanatu praskiego jest od 25.11.2021 ks. Sylwester Gaworek, proboszcz parafii św. Marka Ewangelisty w Warszawie.

## Lista parafii
| Lp | Miejscowość / parafia                          | Proboszcz / administrator       | Zdjęcie |
| -- | ---------------------------------------------- | ------------------------------- | ------- |
| 1  | Warszawa św. Michała Archanioła i św. Floriana | ks. kanonik Tomasz Kalinowski   |         |
| 2  | Warszawa św. Barnaby                           | ks. kanonik Paweł Rogowski      |         |
| 3  | Warszawa Chrystusa Króla                       | ks. kanonik Marcin Ożóg         |         |
| 4  | Warszawa Matki Bożej Loretańskiej              | ks. kanonik Zbigniew Kloch      |         |
| 5  | Warszawa Matki Bożej z Lourdes                 | ks. Krzysztof Jędrzejewski MIC  |         |
| 6  | Warszawa św. Marka                             | ks. prałat Sylwester Gaworek    |         |
| 7  | Warszawa Najświętszego Serca Jezusowego        | ks. Adam Wtulich SDB            |         |
| 8  | Warszawa Świętej Rodziny                       | ks. prałat Andrzej Mazański     |         |
| 9  | Warszawa św. Wincentego a Paulo                | ks. prałat dr Jerzy Gołębiewski |         |
| 10 | Warszawa Zmartwychwstania Pańskiego            | ks. kanonik Tomasz Gill         |         |